# موشك مارش
موشك مارش (بالفارسية: موشک مارچ) هي قرية أفغانية في مقاطعة خواهان التابعة لولاية بدخشان الواقعة في شمال شرق أفغانستان.